# Базиліка Святого Дмитрія
40°38′19.76″ пн. ш. 22°56′52.29″ сх. д. / 40.6388222° пн. ш. 22.9478583° сх. д.
Базиліка Святого Димитрія (грец. Ιερός ναός Αγίου Δημητρίου) — п'ятинефна християнська базиліка, побудована в грецькому місті Салоніки на місці загибелі великомученика Димитрія Солунського. 1988 року храм включено до переліку об'єктів Всесвітньої спадщини ЮНЕСКО у складі ранньохристиянських і візантійських пам'яток Салонік.

## Історія

### Візантійський період

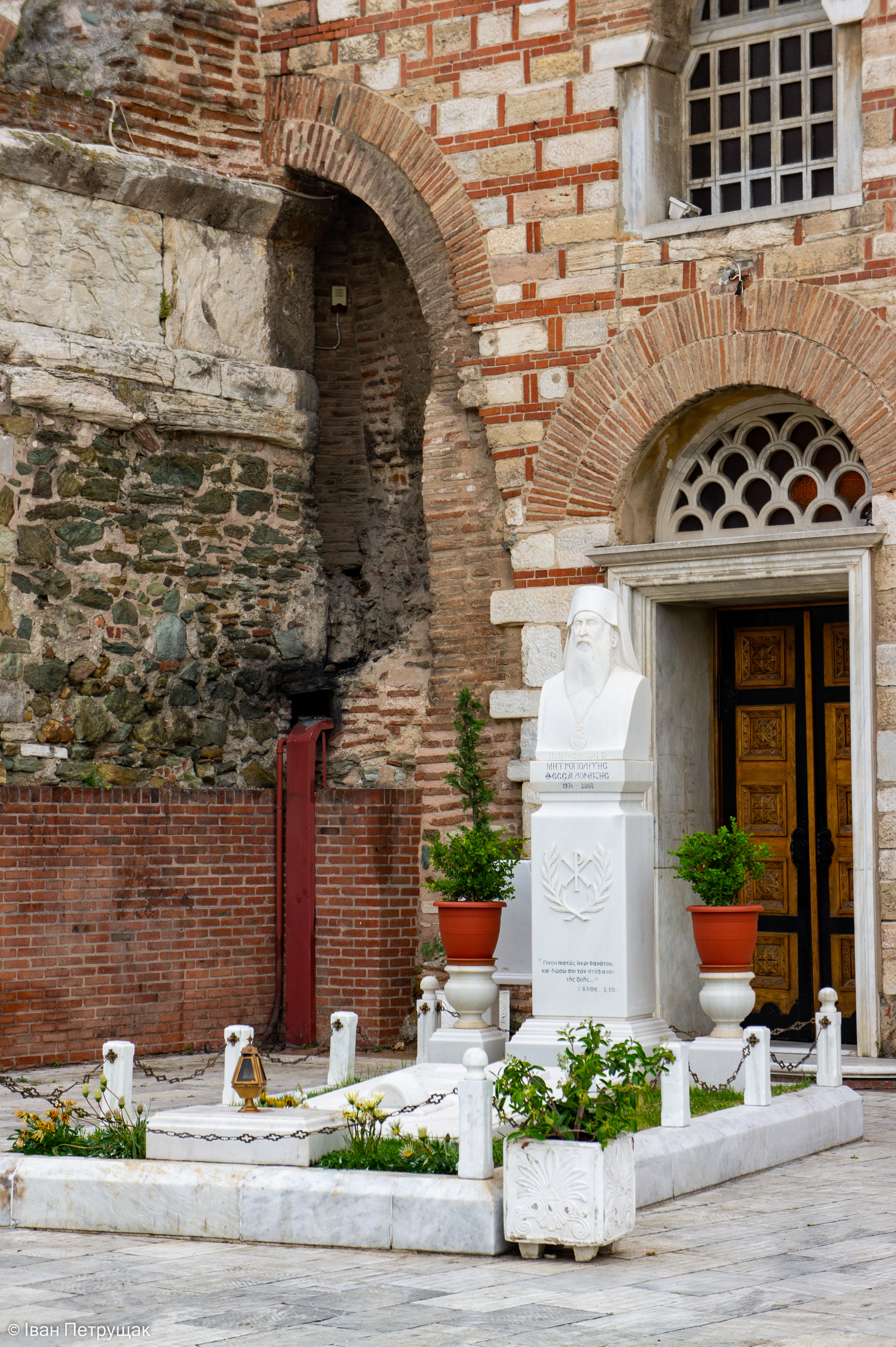
Пам'ятник митрополиту Фесалонік біля входу в базиліку св. Димитрія

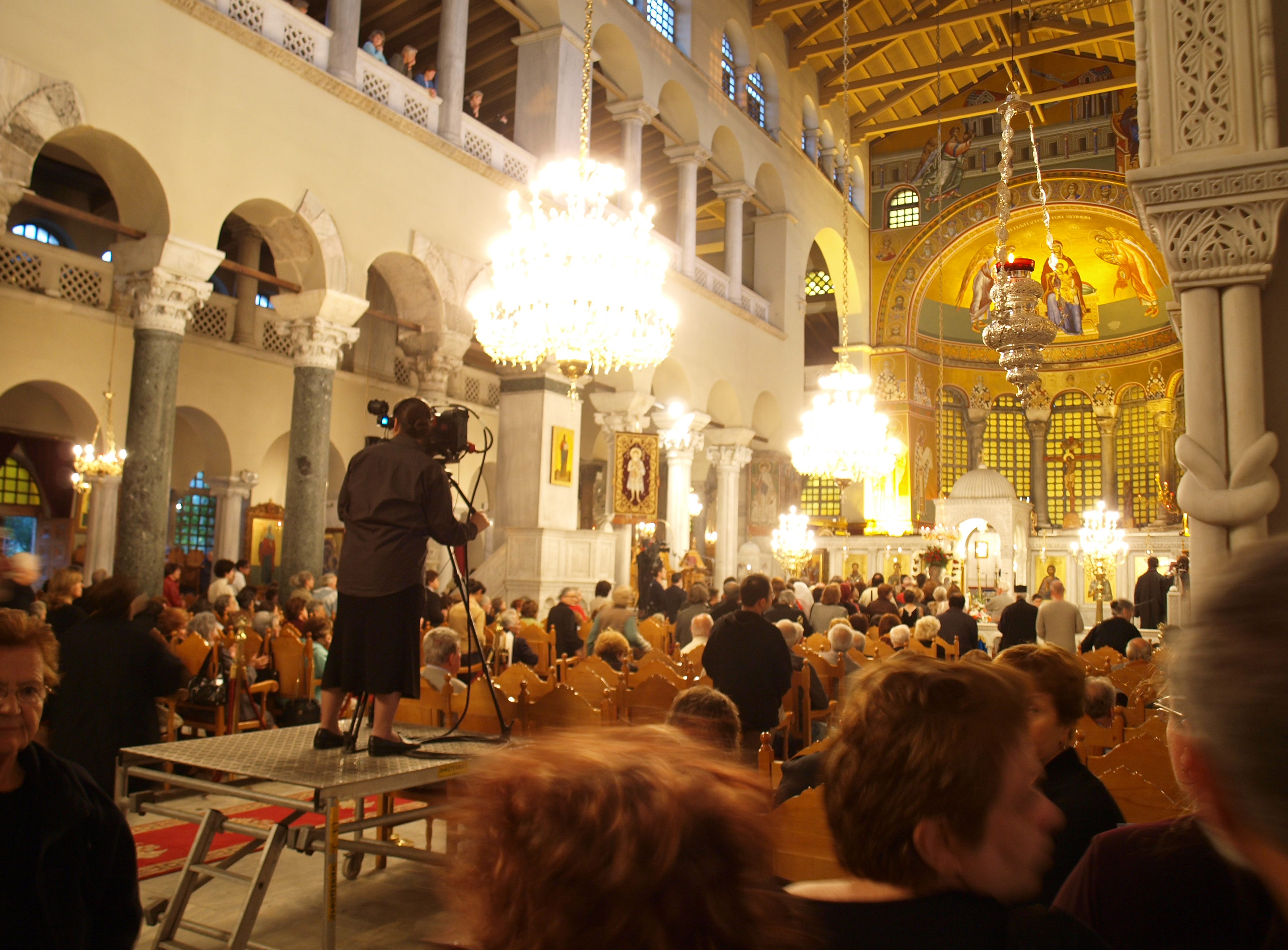
Сучасний інтер'єр базиліки

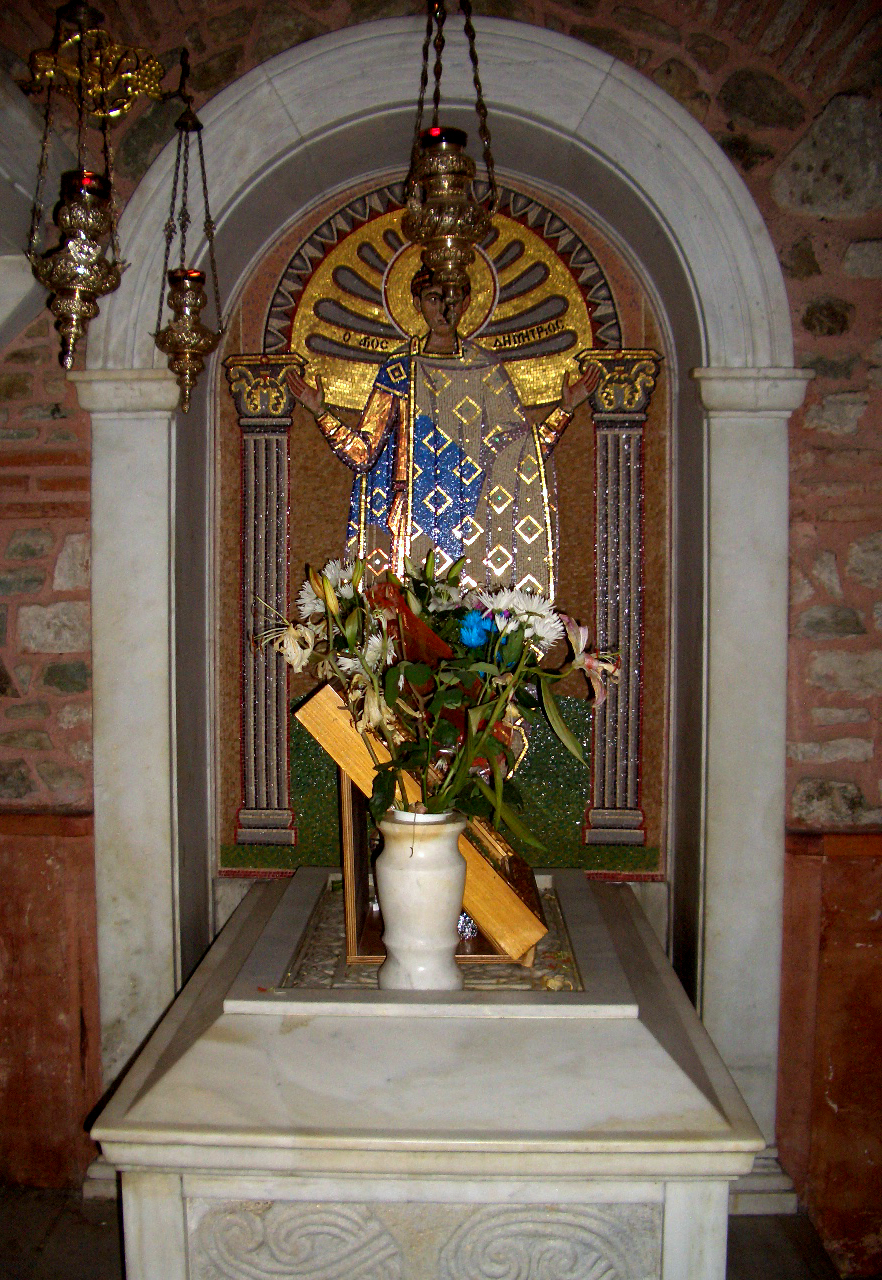
Кенотаф Святого Димитрія

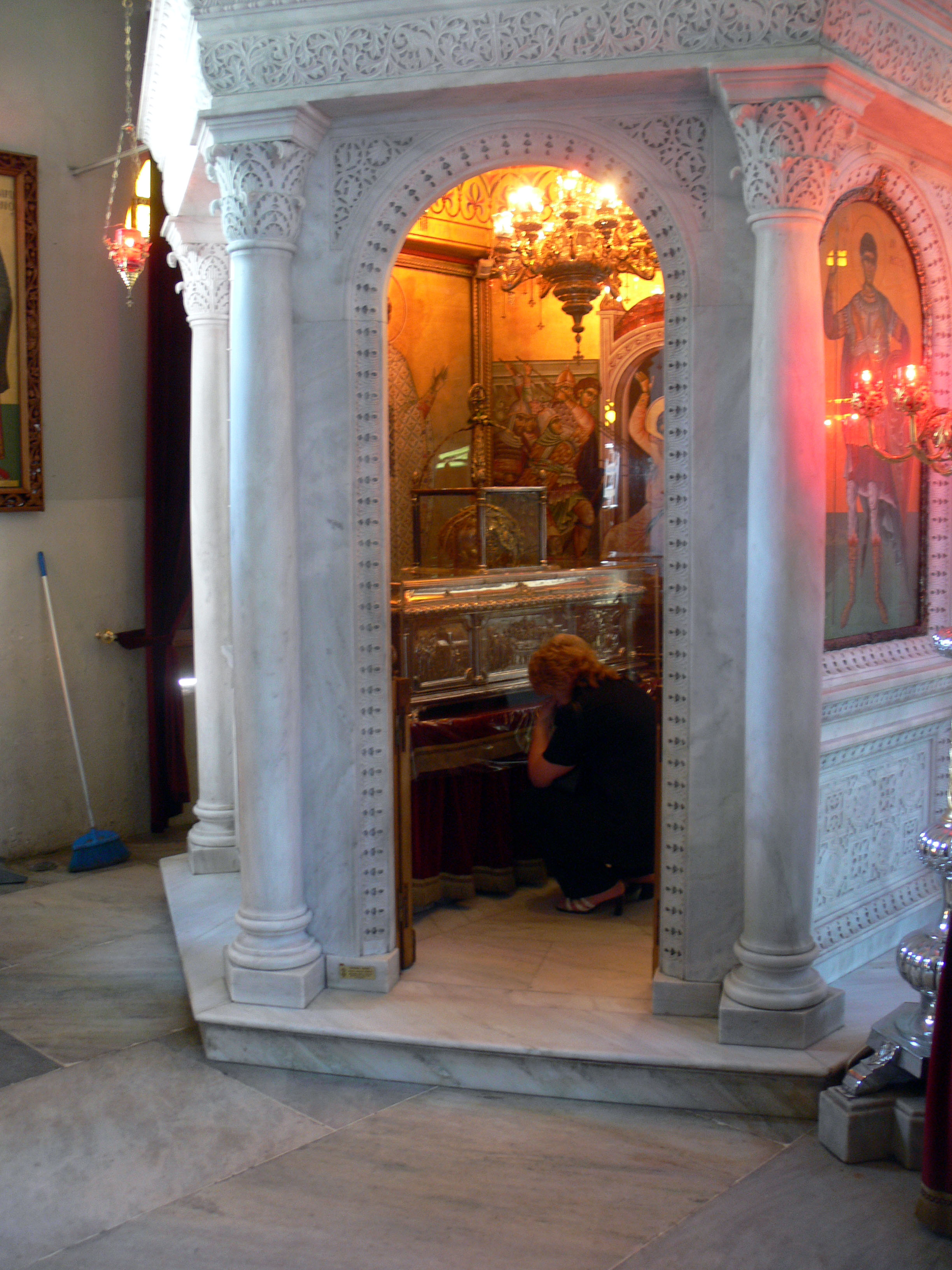
Ківорій Святого Димитрія

Перша церква на місці в'язниці, де, за переказами, прийняв мученицьку смерть святий Димитрій (за іншою версією — над його могилою) було збудовано між 313—323 роками. Через сто років у 412—413 роках іллірійський вельможа Леонтій в пам'ять про позбавлення його від паралічу побудував першу велику церкву між перетвореними часом на руїни античними банями і стадіоном. Вівтарна частина побудованої церкви була розташована над передбачуваним місцем поховання святого, і при її будівництві були знайдені його мощі, таємно поховані там, згідно з житієм, фессалонікійськими християнами в 306 році.
За іншою версією, перше базиліка, присвячена святому Димитрію, була побудована в Салоніках тільки в 5 столітті (існують розбіжності із датування — або його початок, або остання чверть). Подібне датування пов'язане з версією про зародження культу святого Димитрія в місті Сірмій (сучасне Сремска-Мітровиця у Сербії), звідки його мощі могли бути перенесені в Салоніки або після захоплення міста Аттілою в 441 році, або аварами в 582 році (останнє припущення було оскаржене археологами, які проводять розкопки в базиліці).
Базиліка постраждала від пожежі в добу правління імператора Іраклія (ймовірно, в 629—634 роках), але була швидко відновлена. У цій пожежі постраждав срібний ківорій, що стояв в середині центральної нави базиліки. Ківорій мав шестикутну підставку, глухі стіни і покрівлю, увінчану хрестом. Всередині було поміщене срібне ложе із зображенням ліку святого Димитрія. Віруючі могли заходити всередину і запалювати перед ним свічки. Опис ківорію зроблено Фессалонікійської архієпископом Іоанном в середині 7 століття, також його зображення було на мозаїці північної колонади базиліки (відома тільки за акварелями англійського архітектора У. С. Джорджа).
Після цієї пожежі здійснені останні будівельні роботи, що надали базиліці сучасного вигляду. В цей же період була виконана частина мозаїк, що прикрашають базиліку. Остаточно інтер'єр базиліки сформувався до середини 9 століття. Після пожежі 1917 року на східній колонаді виявлений мозаїчний напис початку 9 століття: «За часів Лева спостерігається розквіт храму Святого Димитрія, постраждалого раніше від пожежі». Лев, що згадується в тексті, ймовірно є батьком рівноапостольних Кирила і Мефодія, який служив тоді друнгарієм при воєначальнику Салонік.
Про богослужіння у храмах Салонік (в тому числі і в базиліці Святого Димитрія) пише Іоанн Каменіат у своїй праці «Взяття Фессалоніки», присвяченій захопленню і пограбуванню міста арабами в 904 році (базиліка тоді не постраждала). 1185 року, коли Салоніки були захоплені норманами, базиліку пограбовано, а гробницю святого Димитрія зневажено. Наприкінці 13 століття до базиліки був прибудований боковий вівтар преподобного Євфимія Солунського, побудований у формі маленької трискатной базиліки. Боковий вівтар розписаний незбереженим фресками в 1303 році.

### Османський період
Після завоювання Салонік турками у 1430 році базиліка була на короткий час залишена християнам. Її передачу закріплено під час урочистої церемонії, яку провів султан Мурад II Завойовник. Він, за словами візантійського історика Дуки, принісши в жертву барана, наказав залишити храм у розпорядженні християн, однак всі прикраси храму і гробниці святого Димитрія були знищені турками, храм виявився повністю розграбованим.
1493 року церкву перетворено на мечеть, нею вона залишалася до 1912 року. У цей період для християн був збережений доступ до кенотафа святого Димитрія, встановленому у невеликій прибудові в західній частині лівої нави базиліки, куди зроблено окремий вхід. Тоді ж фрески і мозаїки храму були заховані під штукатуркою і новими стінами.

### Сучасний стан

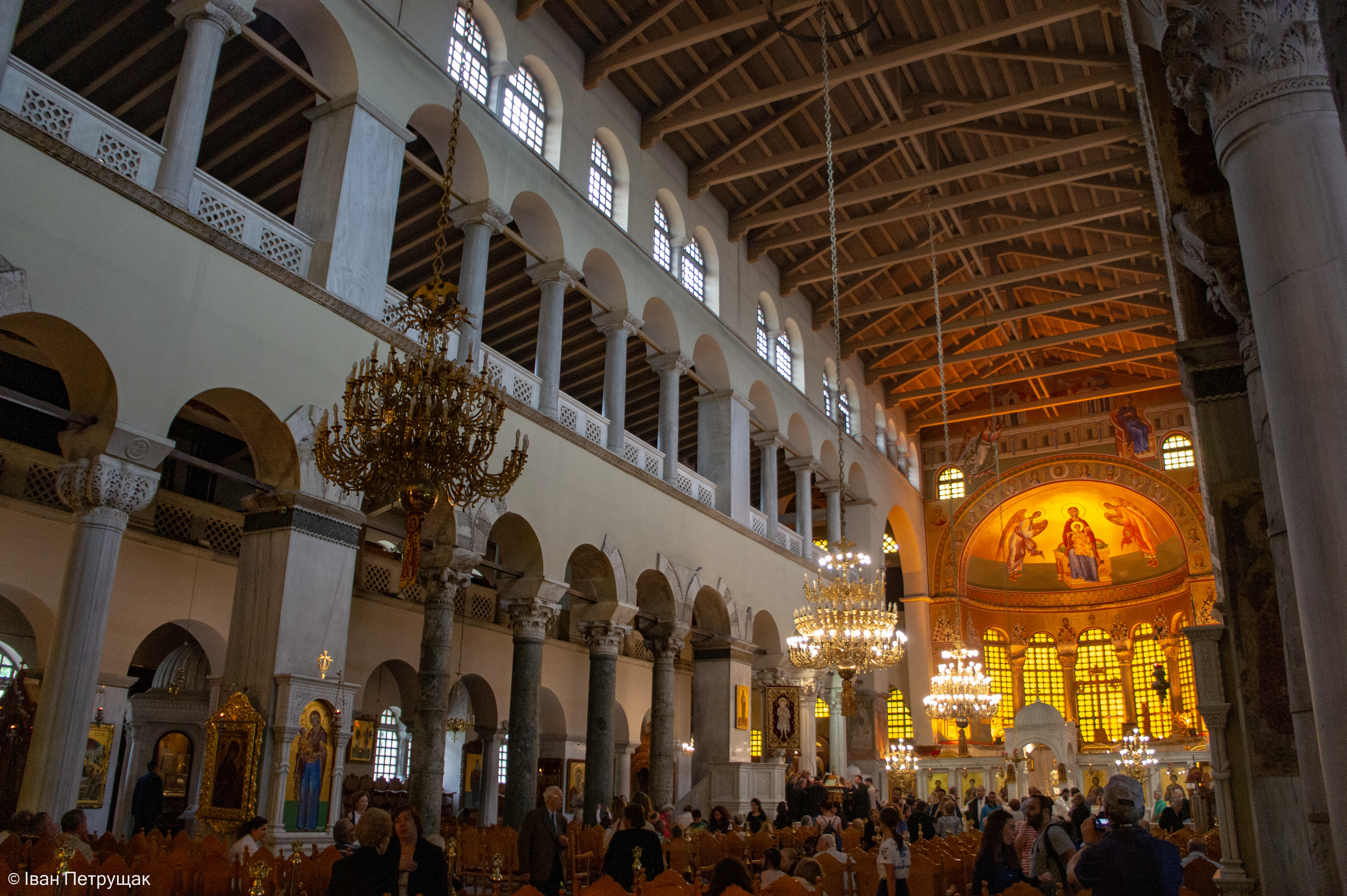
Інтер'єр храму

Базиліка практично повністю згоріла у пожежі 1917 року. Руїни почали відновлювати 1926 року. В ході реставрації виявлено вхід до крипти, а під вівтарем посудину, імовірно, з кров'ю великомученика Димитрія, а також розчищені збережені фрески і мозаїки. Реставраційні роботи завершені до жовтня 1948 року, коли здійснено освячення церкви.
Під час пожежі 1917 року сильно постраждала покрівля і мармурове облицювання стін. При цьому зберігся ряд музичних полотен, які продовжують прикрашати стіни базиліки (частина мозаїк поміщена в музей, розташований в крипті). При реставрації максимально використано старі колони, збережена старе настінне облицювання на внутрішніх сторонах арок і стінах вище за них. Підлогу при реставрації викладено кольоровий плиткою і мармуром, покрівля заново побудована з бетону, але зберегла зовнішній вигляд безстельної дерев'яної покрівлі, характерної для елліністичних ранньохристиянських базилік.
Після реставрації храм знову став діючим, тут проводяться регулярні богослужіння. Доступ в саму базиліку і в археологічний музей в її крипті є вільним. У базиліці, окрім мощей святого Димитрія, зберігаються мощі святої Анісії Солунського (срібну раку встановлено недалеко від амвона).
У сучасних Салоніках базиліка розташована в історичному центрі, поряд з археологічним комплексом античної агори на перетині вулиць Селевка і Святого Димитрія. У 2003 році в склепі, збудованому біля входу в базиліку, був похований митрополит Фессалонікійській Пантелеймон II (Хрисофакіс), особистою заслугою якого є повернення мощей святого Димитрія в храм.

## Архітектура

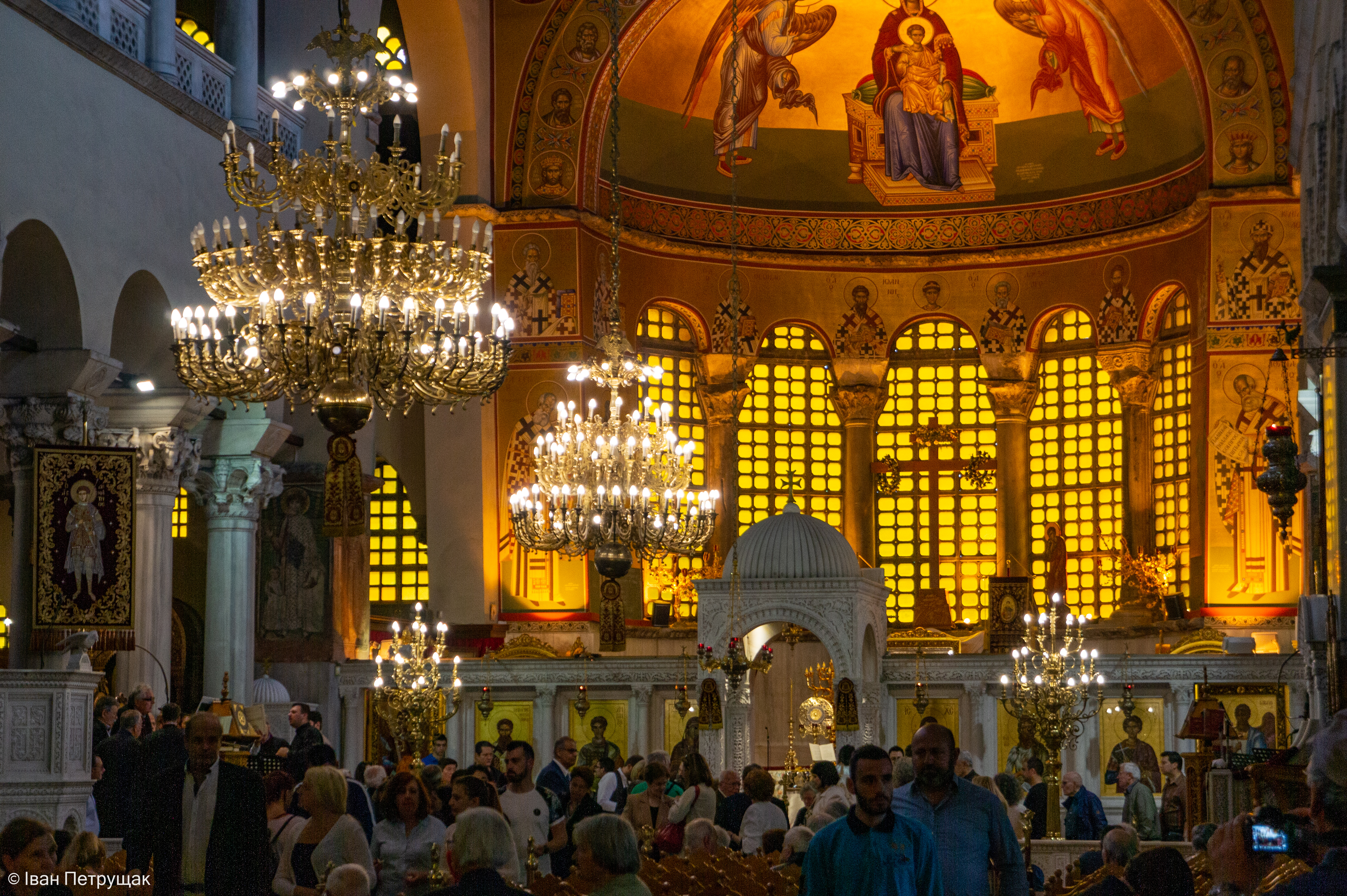
Інтер'єр храму

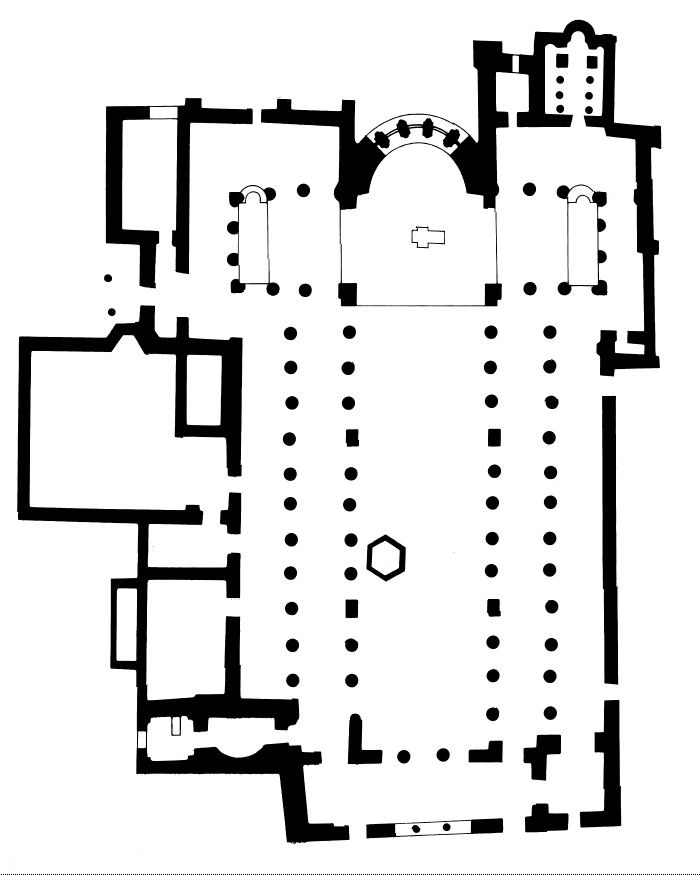
План базиліки

Базиліка Святого Димитрія побудована в ранньохристиянському елліністичному стилі і має форму чотирикутника, до якого додані пізніші прибудови (вівтар святого Євфимія — 13 століття, склепистий перистиль для водоосвящення — 15 століття). Для будівництва використовувалися цегла і камені від більш ранніх будівель.
Власне базиліка п'ятинавна. Довжина храму з вівтарної частини становить 43,58 метри, ширина — 33 метри. Це найбільша церква в Салоніках. Храм має два входи, що ведуть у притвор. За амвоном центральна нава перетинає трансепт, обрамлений колонадою.
Вівтарну частину увінчано конхою, вона є тільки в центральній наві, що закінчується апсидою, остання не виступає за периметр храму. Праворуч від головного вівтаря розташований виступаючий на схід боковий вівтар святого Євфимія, прибудований до базиліки.
Покрівля складається з п'яти скатів (чотири пологих і один відлогий), храм не має куполу. У кожному з бокових скатів і в наві є балкони. Фасад базиліки несиметричний, до лівої частини прибудована дзвіниця, увінчана хрестом. Із зовнішнього боку вівтарної частини входи до крипти базиліки, відкриті при її реконструкції в першій половині 20 століття, нині вони не використовуються.

## Крипта

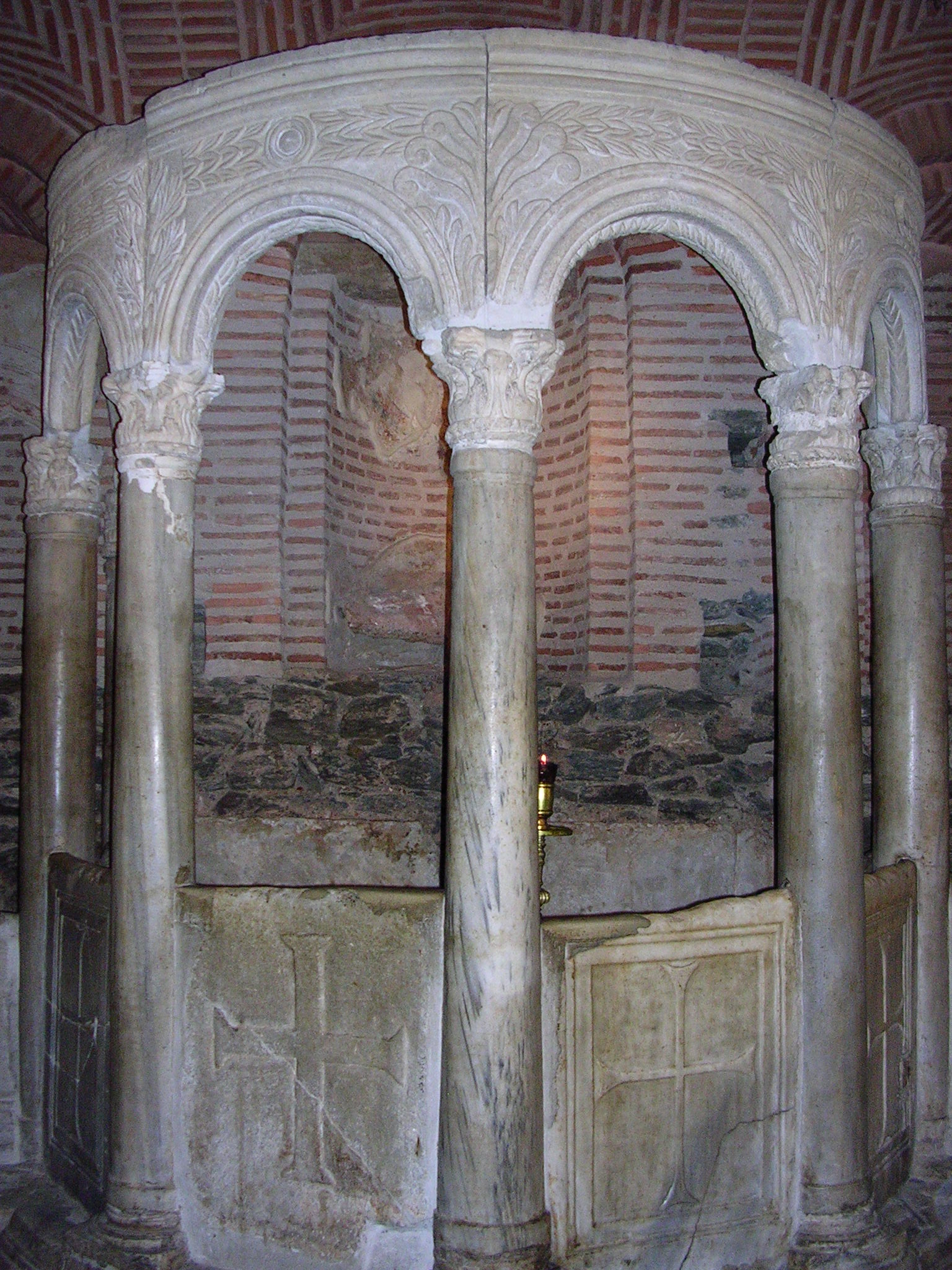
Крипта Святого Димитрія

Крипта виявлена під базилікою в 1918 році при проведенні реставраційних робіт у зруйнованому храмі після пожежі 1917 року. В давнину вхід до крипти здійснювався через отвори, розташовані зовні будівлі з боку вівтаря. Зараз вхід до крипти здійснюється по сходах праворуч від вівтаря.
Крипта включає в себе місце, де за переказами був убитий великомученик Димитрій, і розташовується під вівтарної частиною базиліки. Ансамбль крипти складається з однопридільной базиліки, в якій в давнину спочивали мощі святого, а також напівкруглого простору з парапетами і колонами, оточеного цистернами для води. У центрі поруч з мармуровим склепінним навісом, який підтримують сім колон, є мармурова раковина, призначена для збору миру, яке, за переказами, спливає з мощей святого Димитрія. У північній частині крипти перебувала низка поховань єпископів Салонік.
З ранньохристиянських часів у крипті існувало джерело, вода якого текла облаштованим в 10 столітті водопроводом. Колодязь з джерелом води існує і нині.
У 1980-х роках у крипті відкрито археологічний музей, де представлені скульптури та інші знахідки, зроблені під час розкопок, а також частина мозаїк, що раніше прикрашали стіни базиліки. До найцінніших експонатів музею відносять чашу для помазання миром, пов'язану з культом святого Димитрія, а також відновлений амвон храму та архітектурні скульптури раннього храму.

## Реліквії храму
Базиліка Святого Димитрія, побудована на місці мучеництва святого, від самого її заснування була сховищем реліквій, пов'язаних зі святим. Спочатку центральне місце в культі святого Димитрія займав його ківорій, який в житії і чудесах святого описується як місце, звідки святий спілкувався з віруючими. Пізніше акцент змістився на поклоніння мощам святого, які з середини 11 століття шанувалися як мироточиві.

### Мощі святого Димитрія

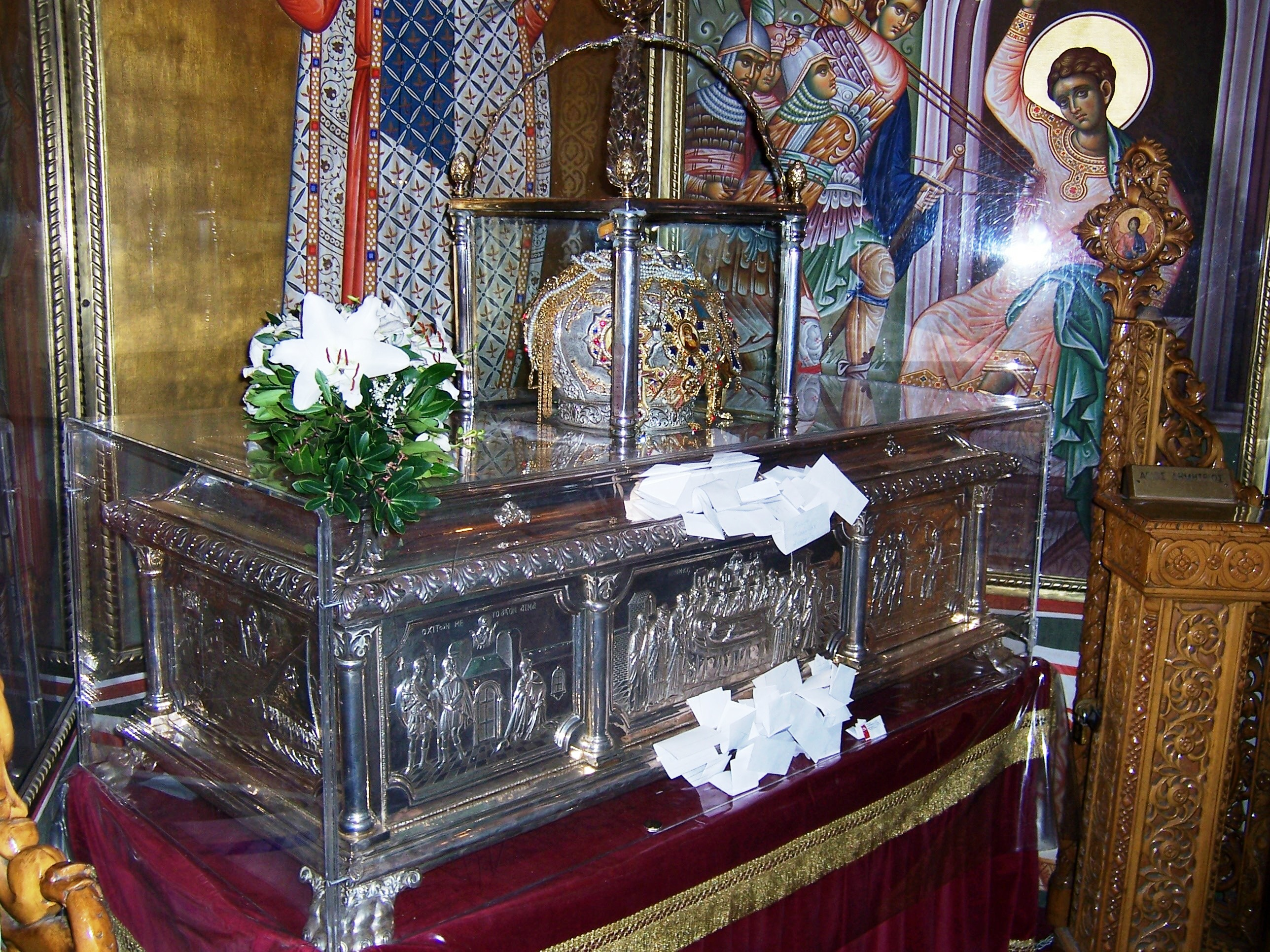
Рака із мощами святого

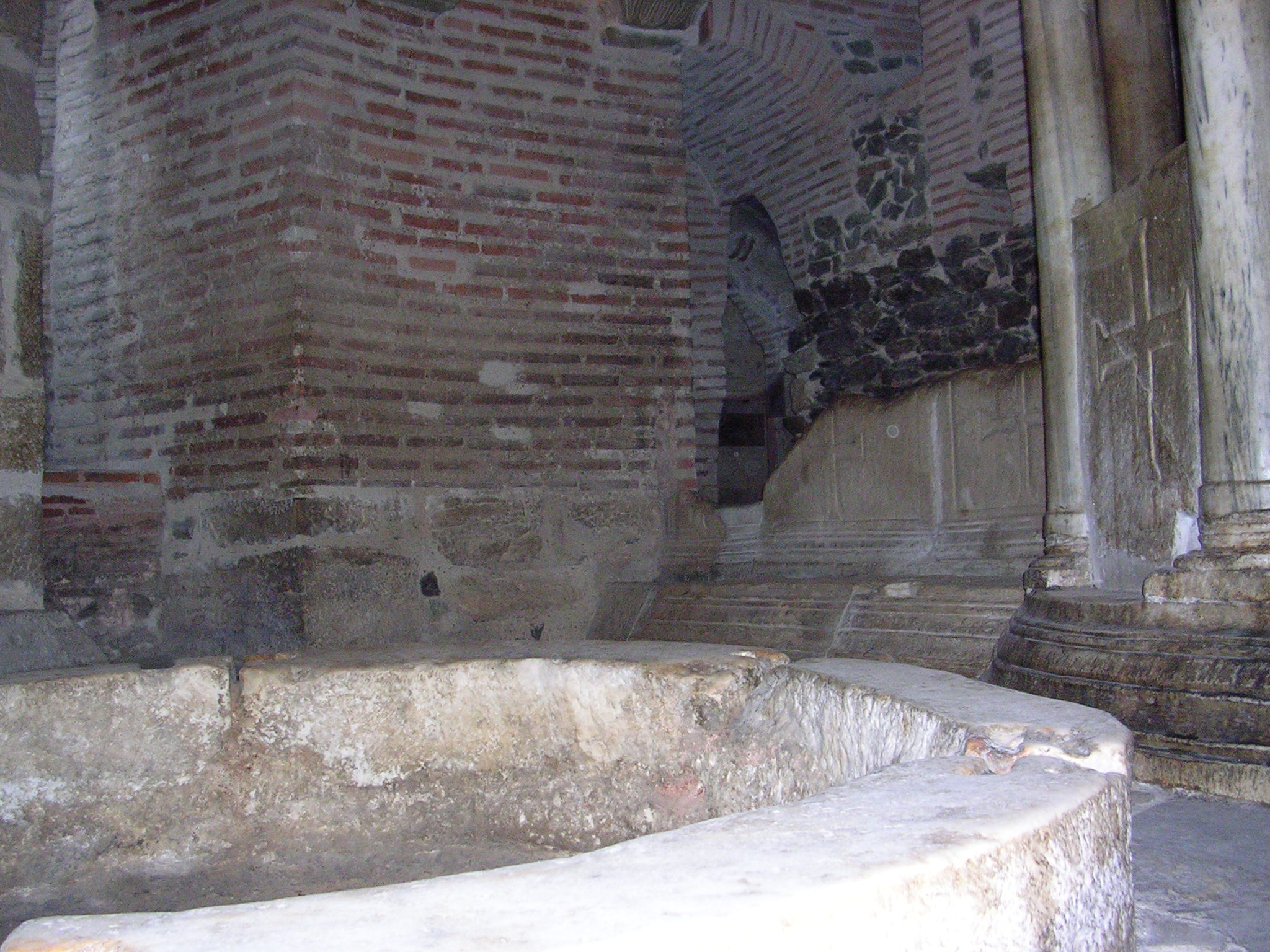
Чаша для збору мира

Зараз мощі зберігаються в північній наві базиліки у мармуровому ківорії, створеному замість втраченого під час пожежі в 7 столітті срібного (це другий мармуровий ківорій святого Димитрія, перший був знищений у 1430 році під час захоплення міста турками). Приблизно наприкінці 12 — початку 13 століття в період існування латинського королівства Салоніки, мощі були вивезені з Салонік до Італії. Мощі були виявлені 1520 року в абатстві міста Сан-Лоренцо-ін-Кампо і повернулися в Салоніки тільки в 20 столітті: 1978 року — чесна глава, а в 1980 році — основна частина мощей (в Італії залишилося шість частинок).
Мощі з давніх-давен шанувалися як мироточиві (Димитрій Ростовський повідомляє, що мироточення відоме з 7 століття, але Іван Скилиця першим письмово повідомив про те, що мироточення вперше з'явилося в 1040 році). Віруючі, які приходили в базиліку для поклоніння святому, набирали миро в скляні ампули, найдавніші з яких датуються 11 - 12 століттями. Миро шанували не тільки християни. Іоанн Анагност, що описав захоплення міста турками, повідомляє: миро набирали і мусульмани, які вважали його медичним зіллям від будь-яких хвороб.
З 14 століття замість миро-елея згадується про миро-воду з колодязя в крипті (перша письмова згадка зроблена в 1330 році Никифором Грігорасом). У цей же період через зникнення мощей з храму виникла легенда, що вони заховані в колодязі в крипті. Згадки про мироточення з колодязя припинилися в 1493 році, коли базиліка була перетворена на мечеть (православним був збережений доступ для поклоніння до кенотафу святого Димитрія, що залишився після зникнення мощей).
В давнину мироточення було дуже рясним - Нікіта Хоніат описує, як нормани, що захопили в 1185 році Салоніки, блюзнірно набирали миро у каструлі, смажили на ньому рибу і мазали ним взуття. Хоч мироточення мощей в наш час[коли?] припинилося, раку святого відкривають на вечірній напередодні дня пам'яті святого і роздають віруючим вату, просочену ароматною рідиною, не ототожнюваною з тим миро, про яке у 14 столітті писав Димитрій Хрізолог.

## Галерея

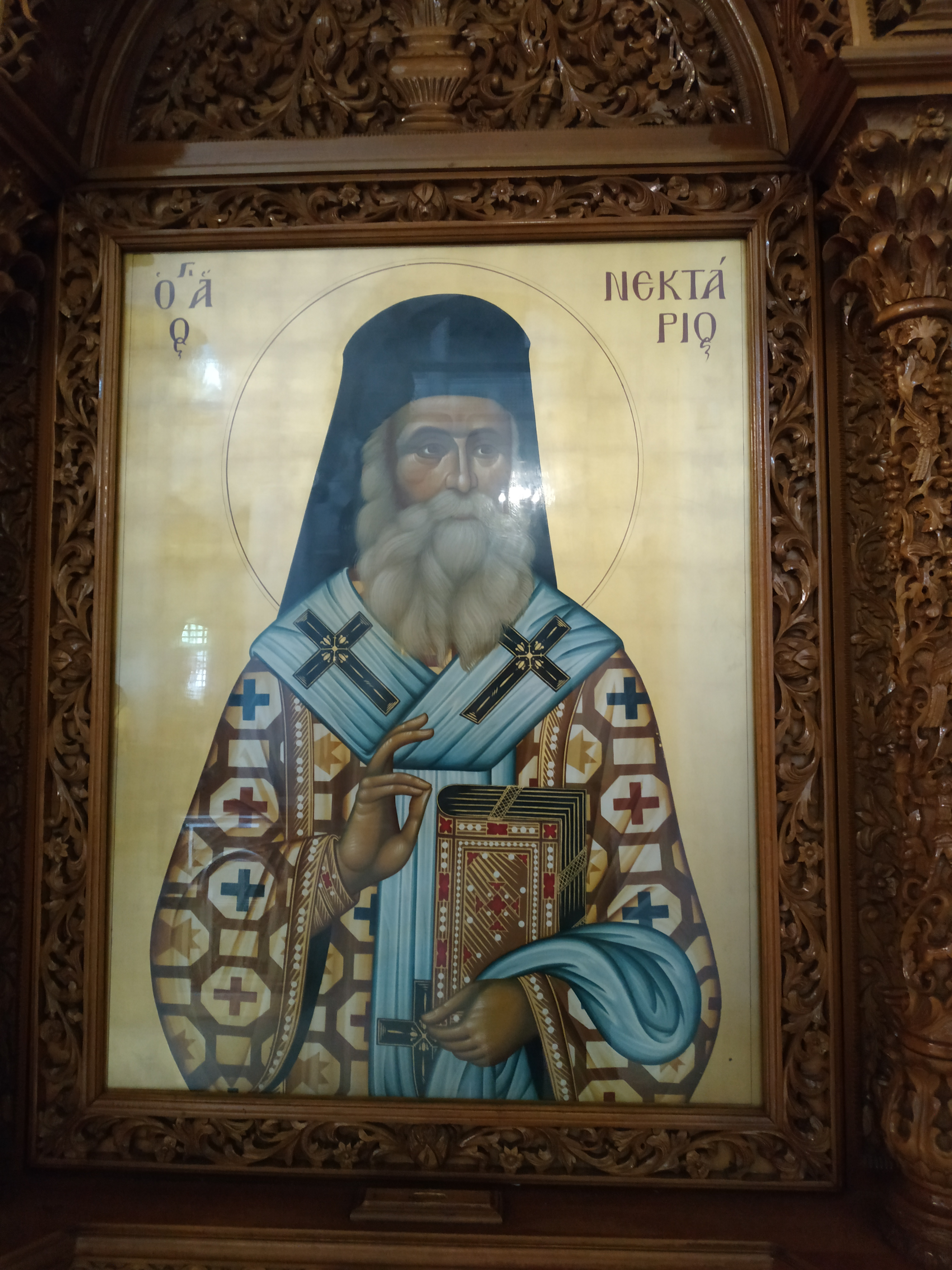
Ікона святого Нектарія
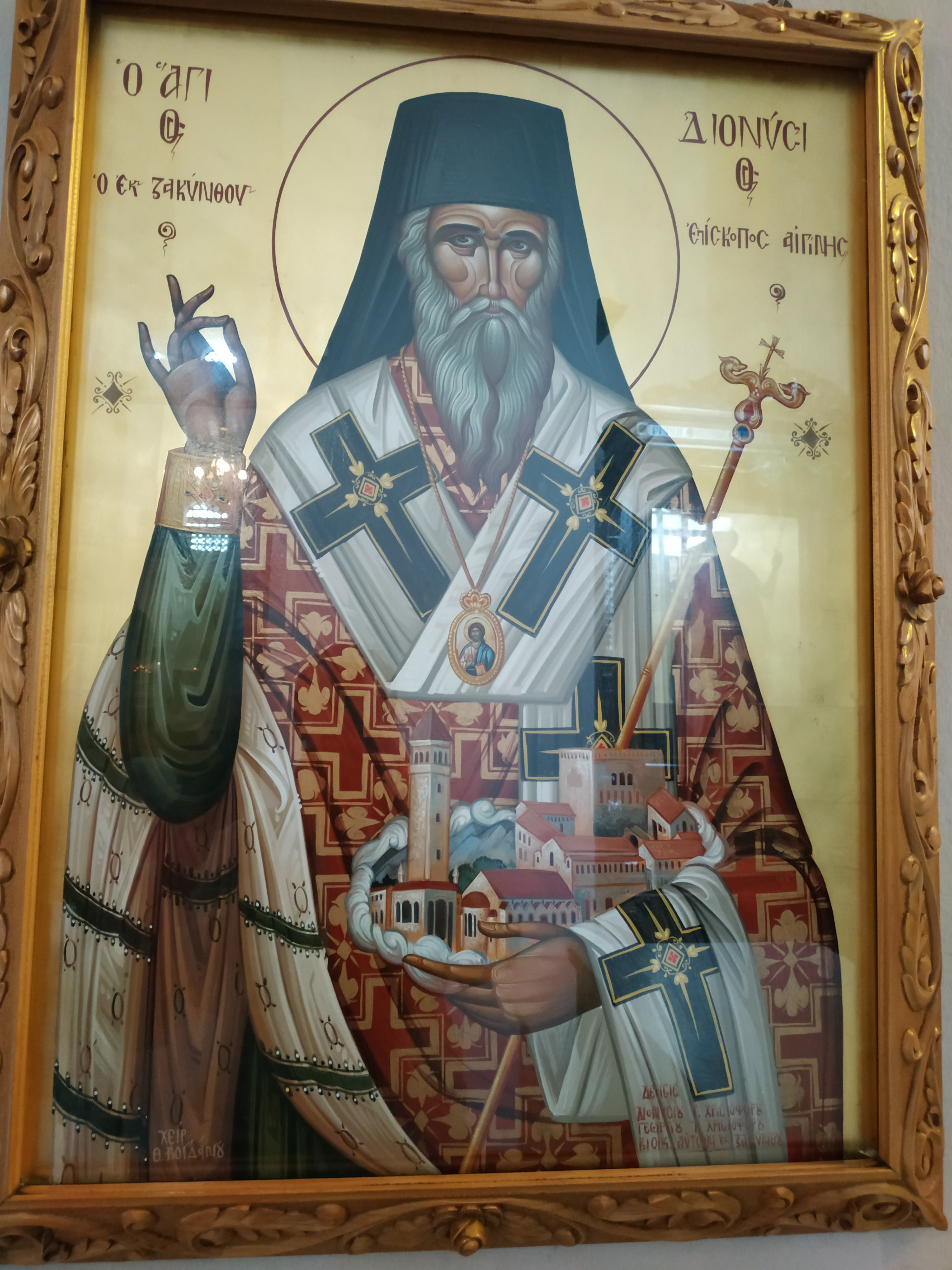
Святий Діонісій
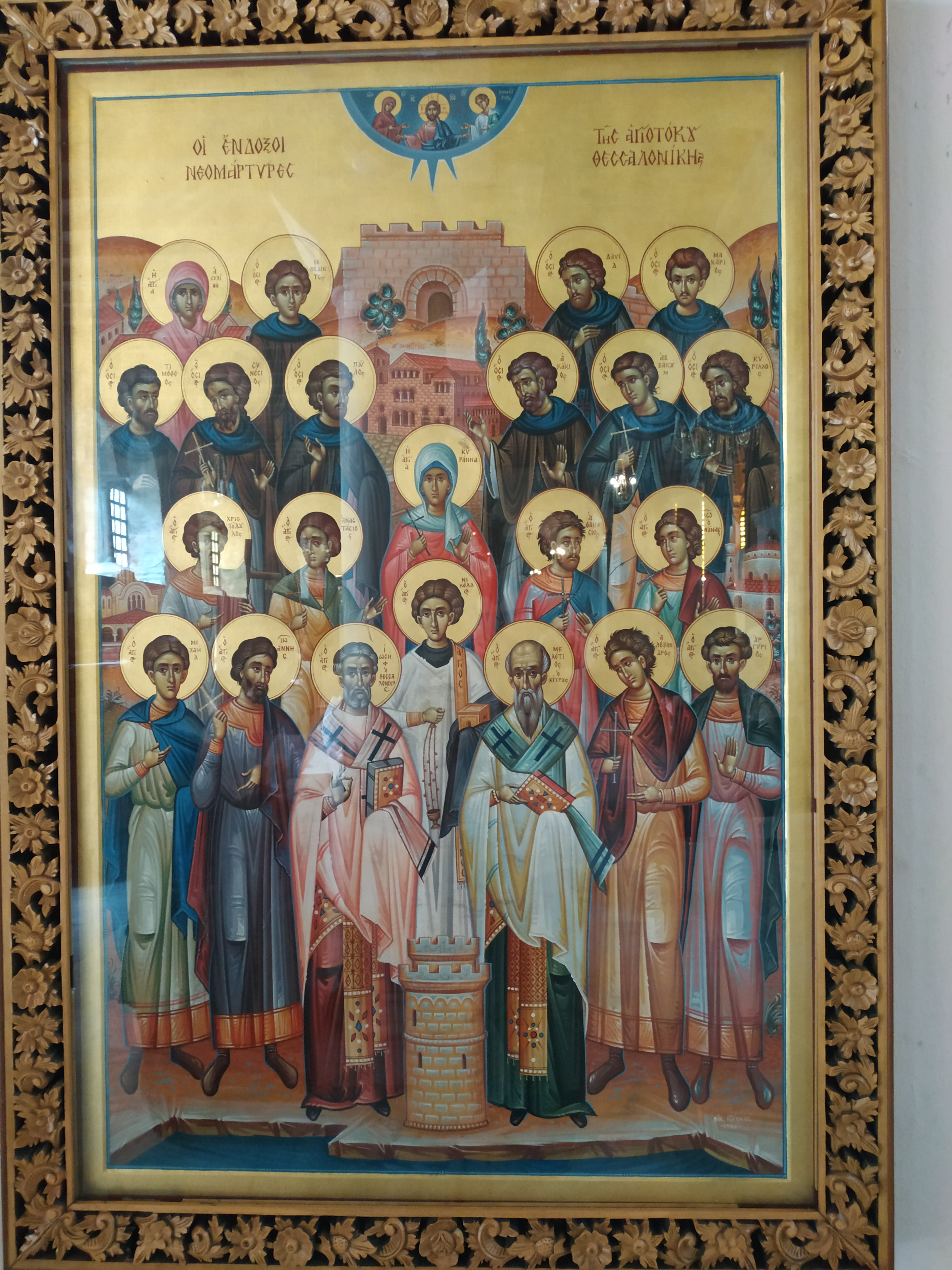
Святі мученики Фесалонікіські
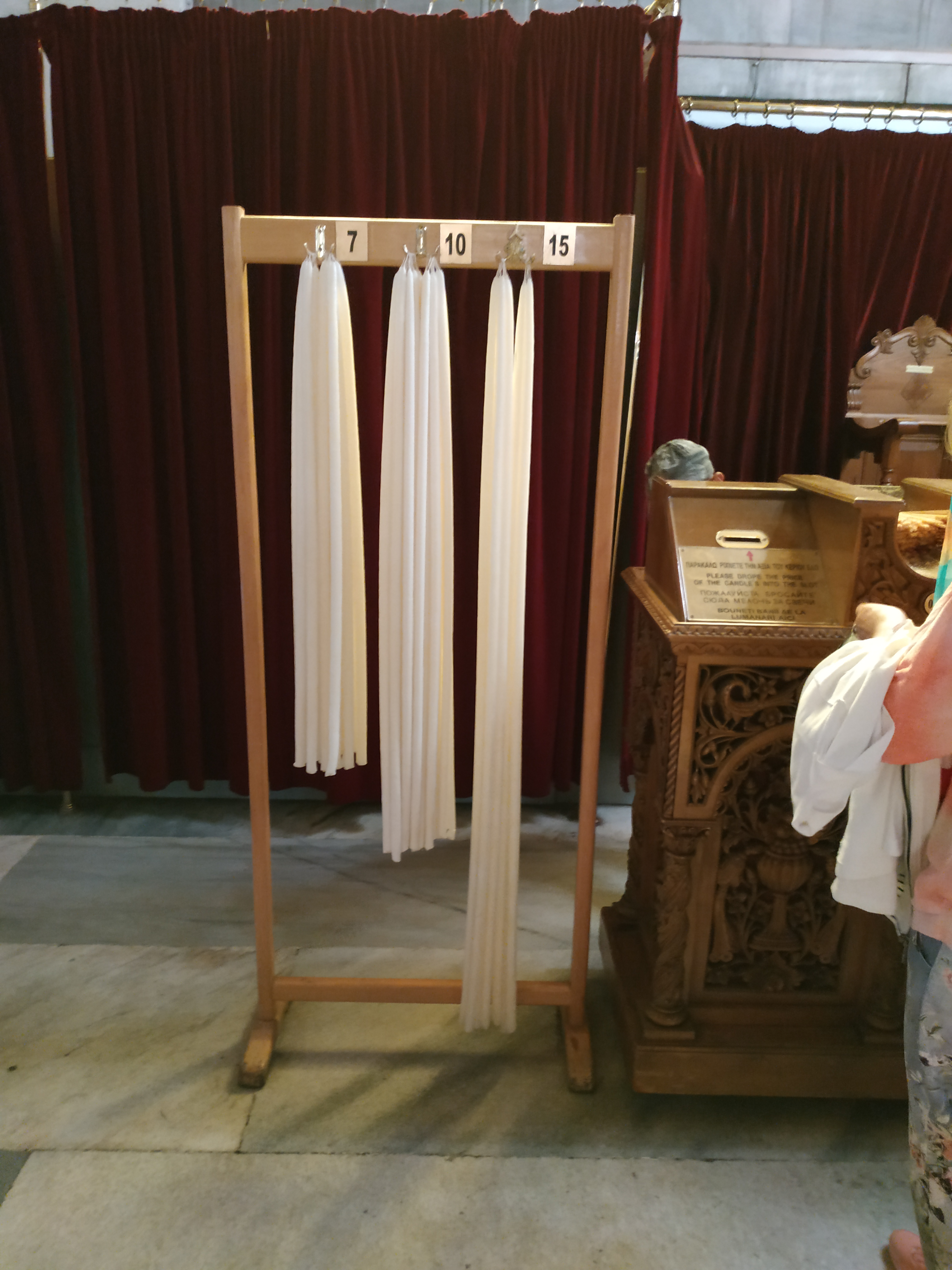
Свічки в грецькому храмі св. Димитрія.
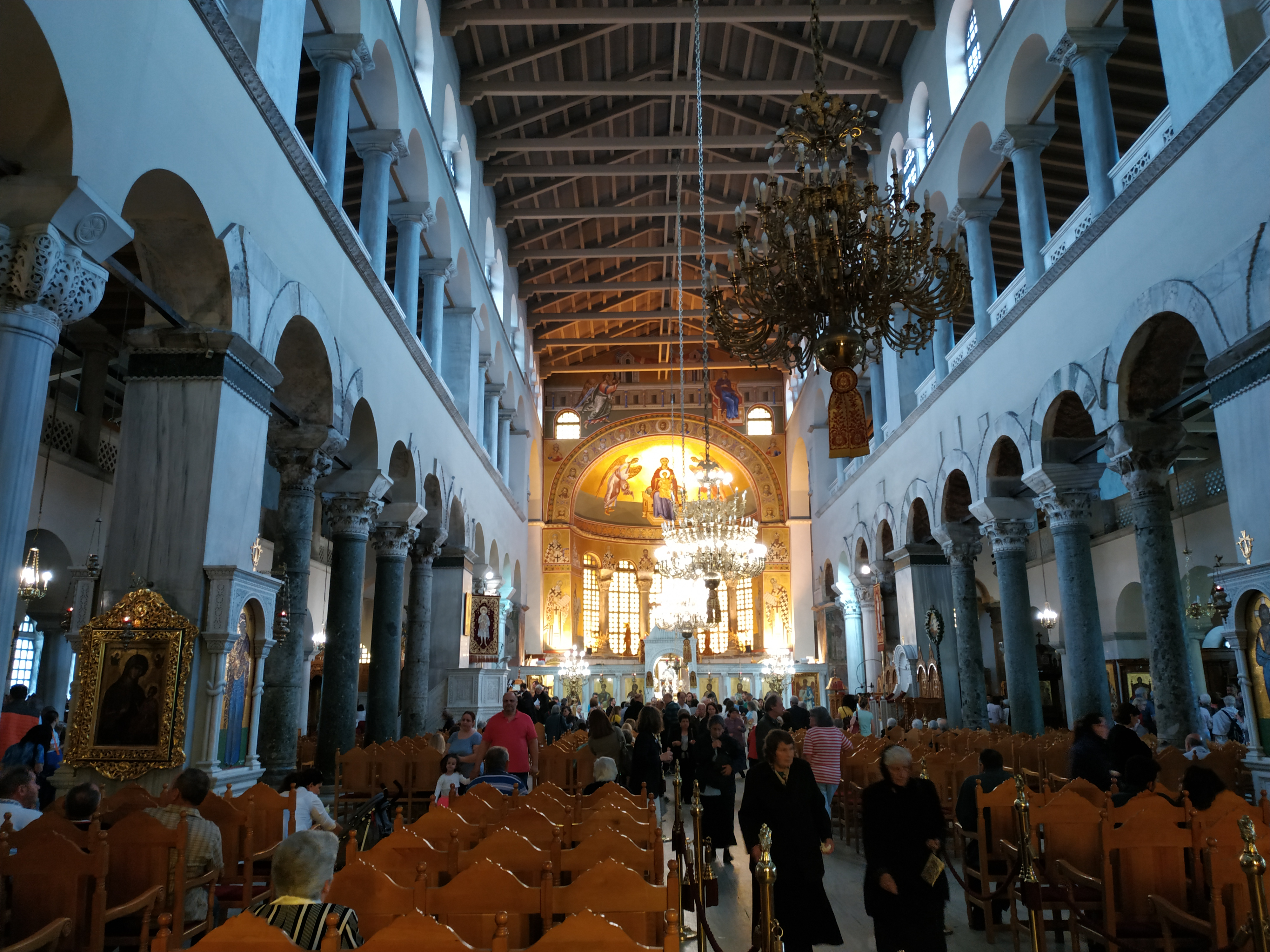
В середині храму
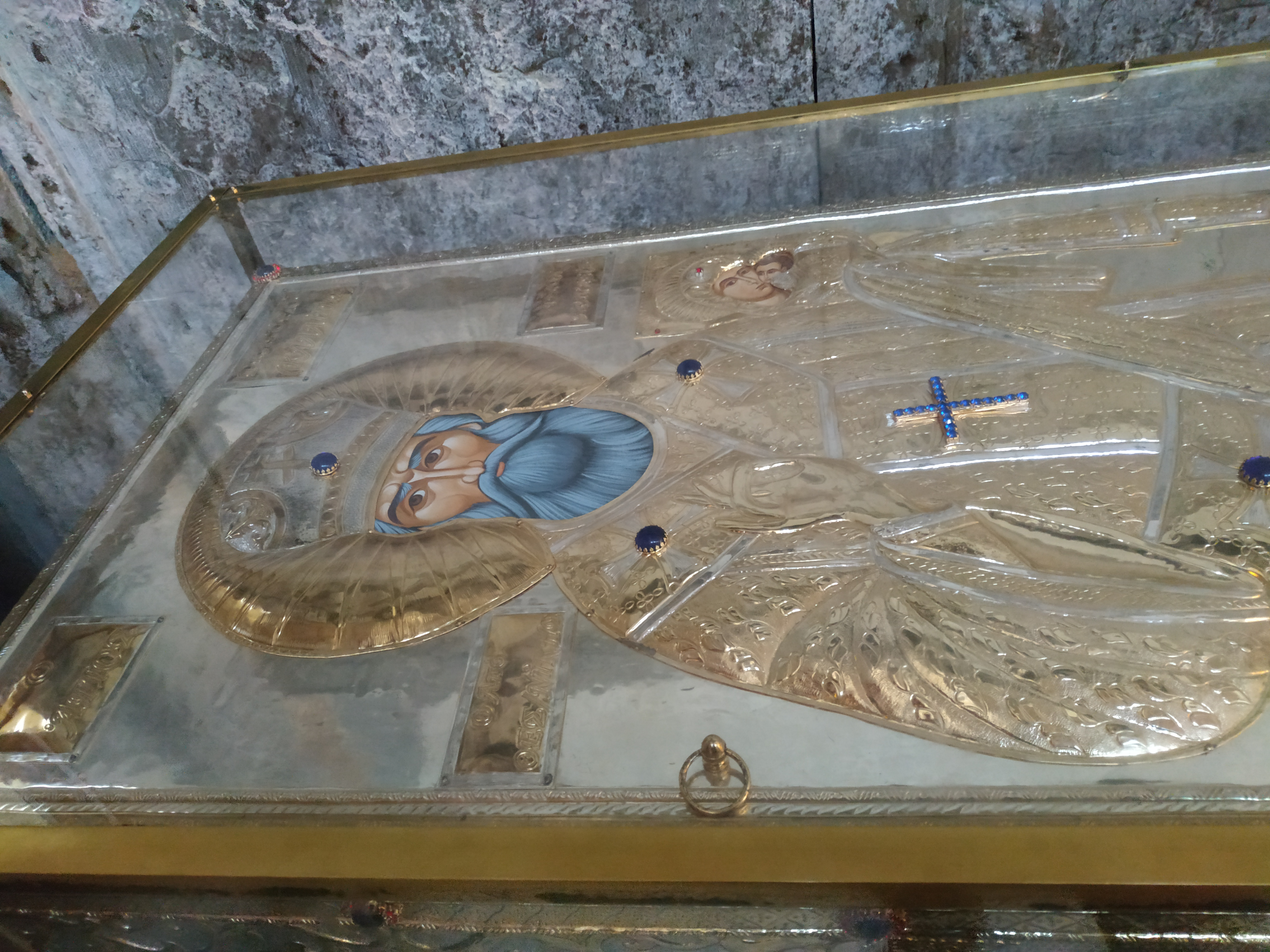
Святий Григорій Калідіс.
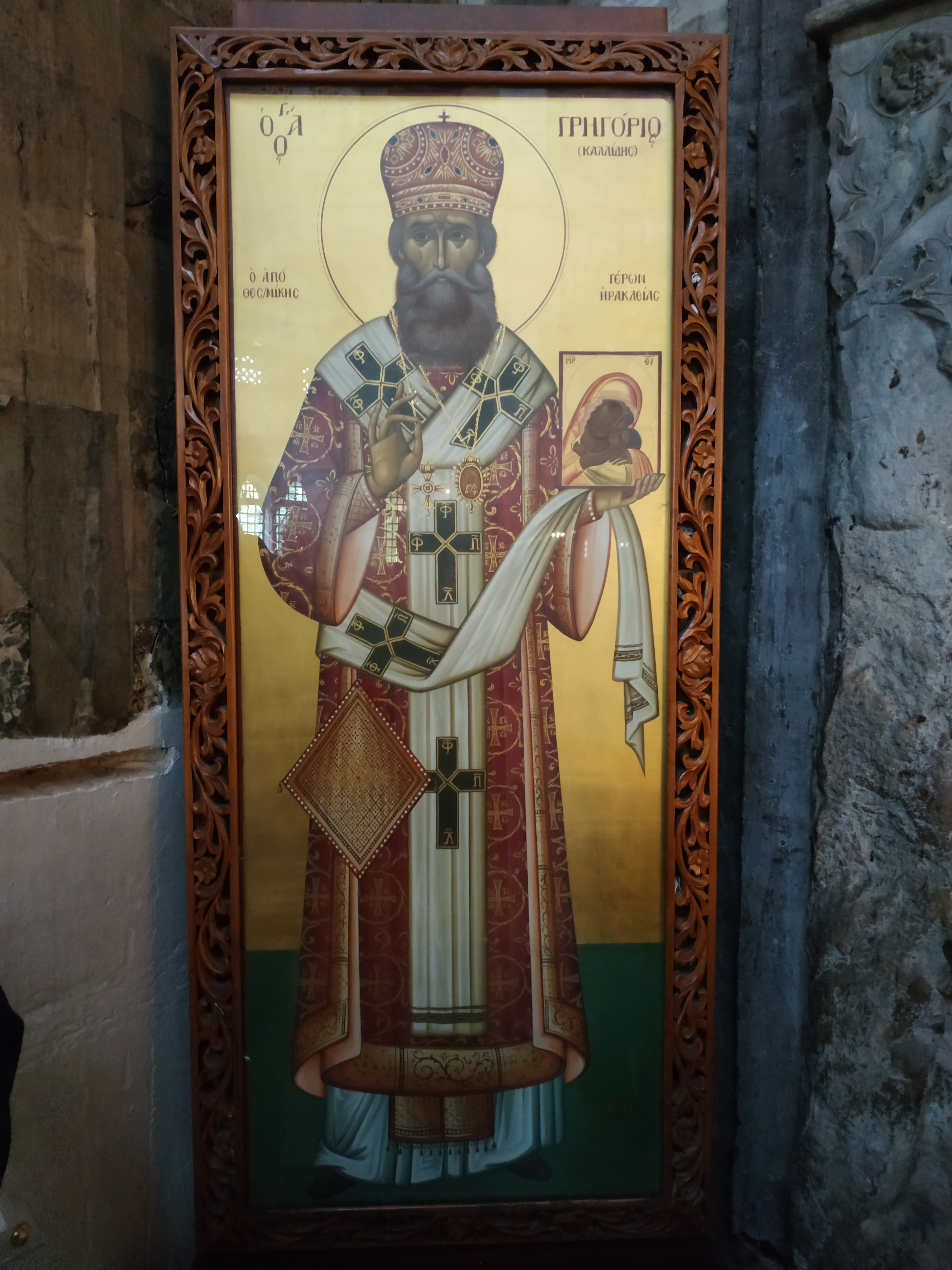
Ікона св Григорія Калідіса.
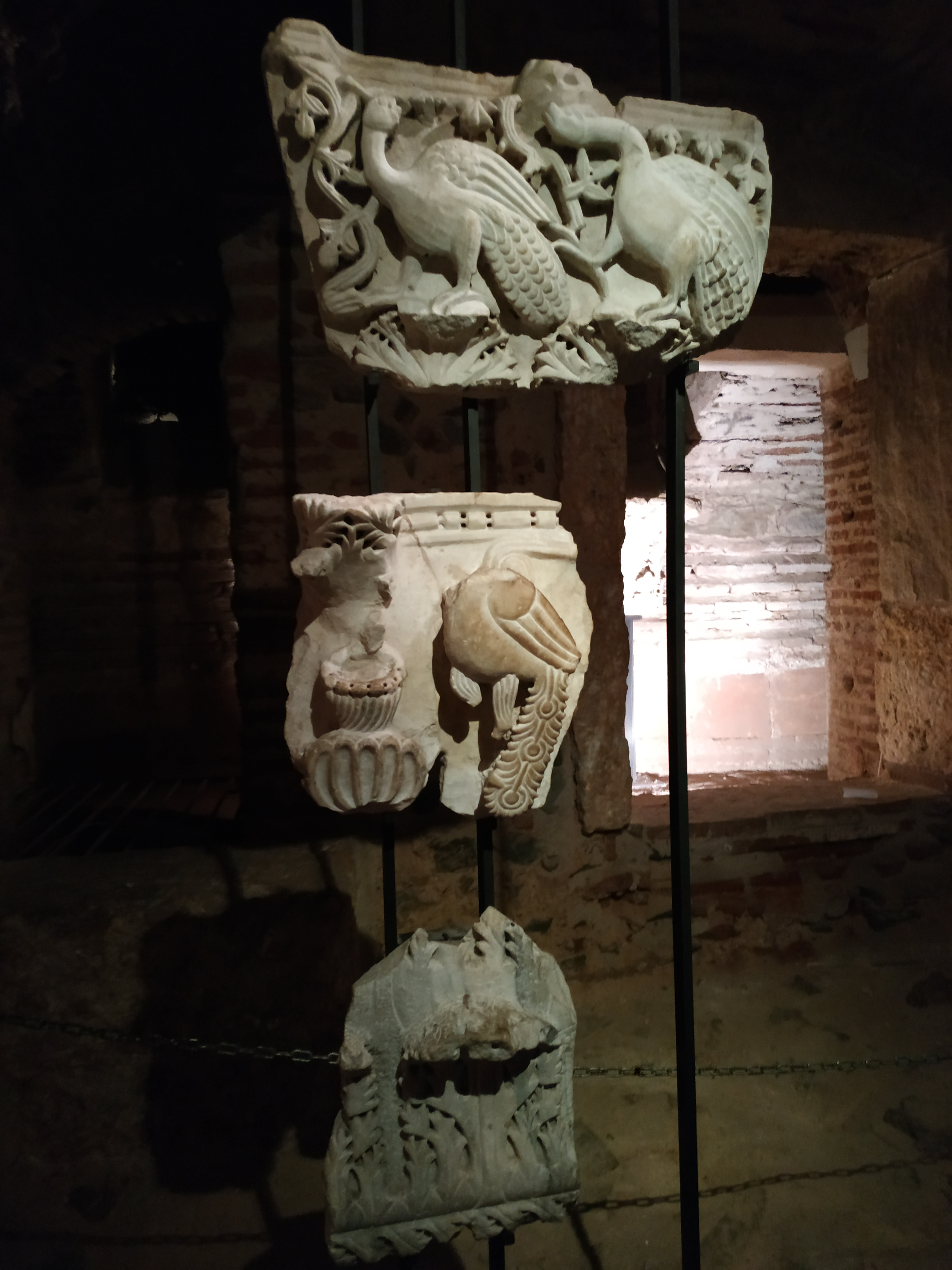
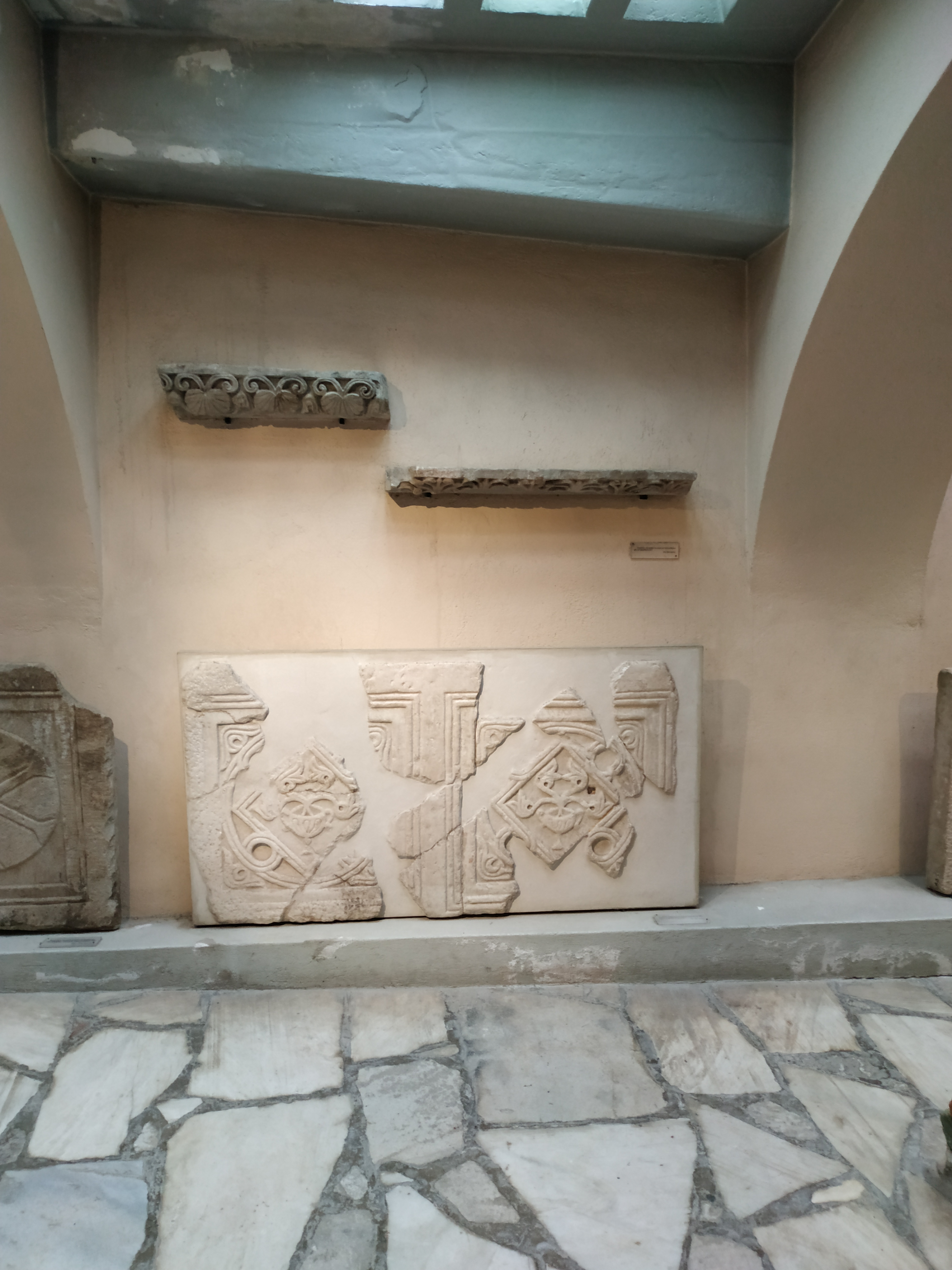
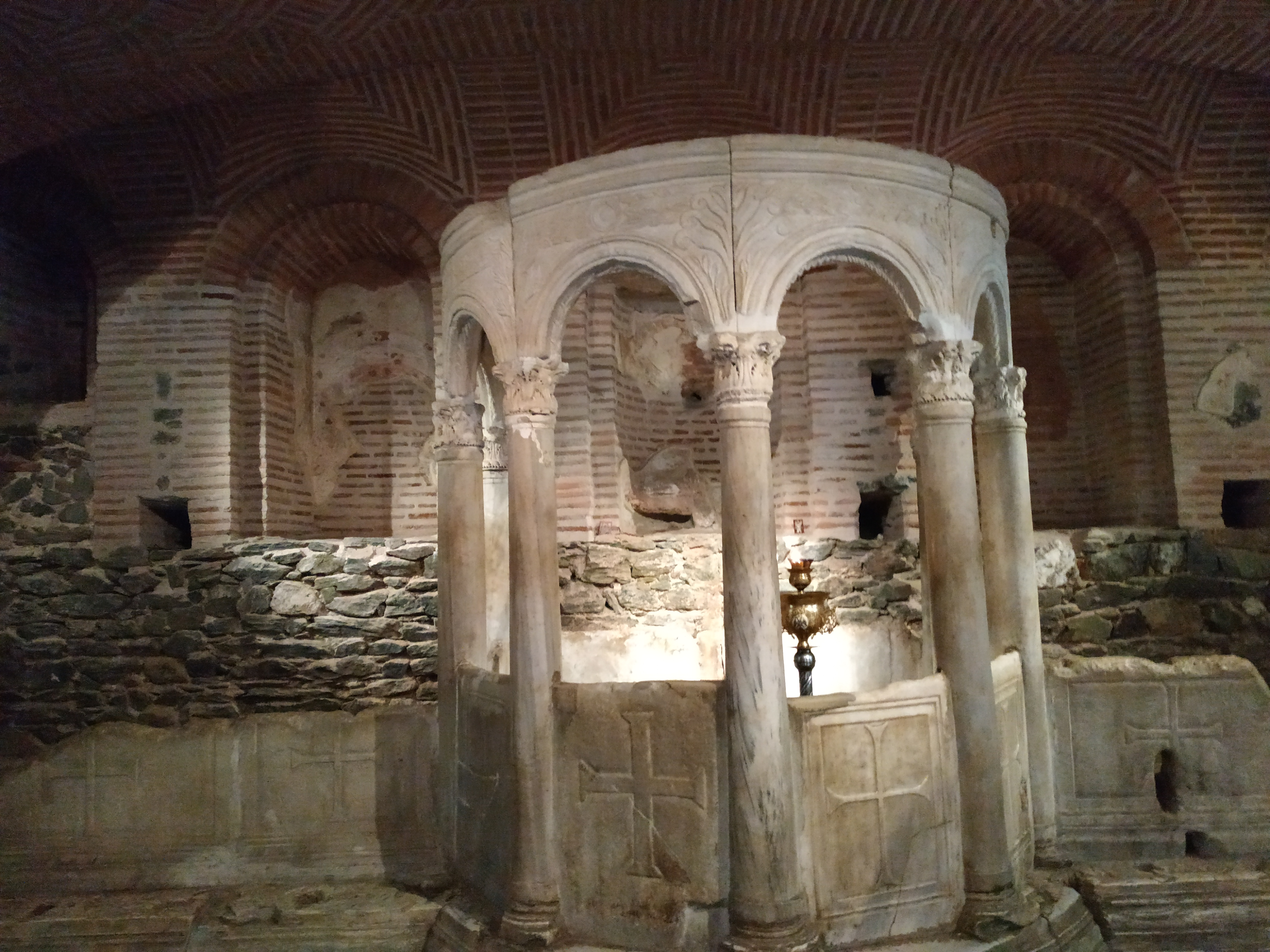
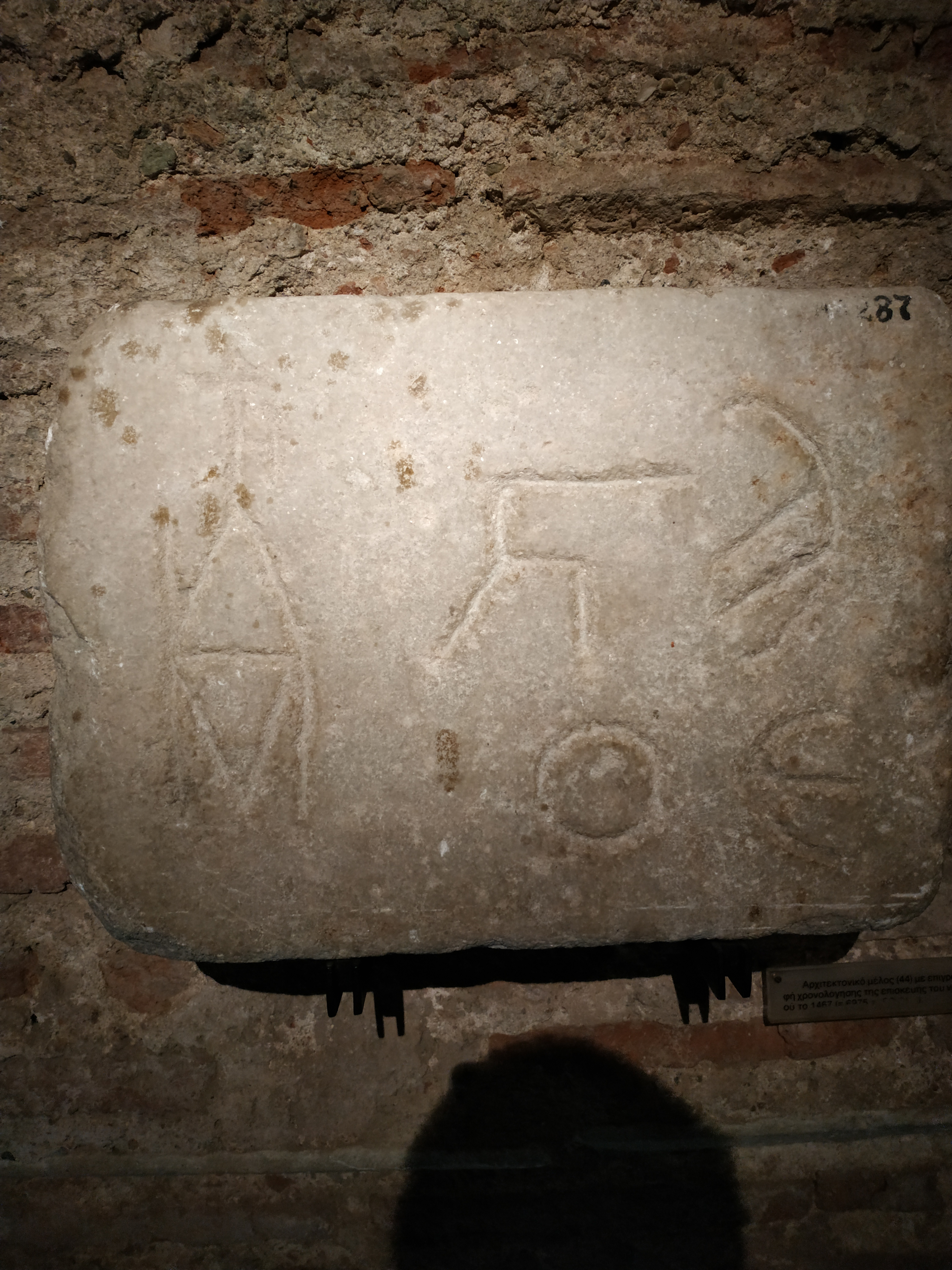
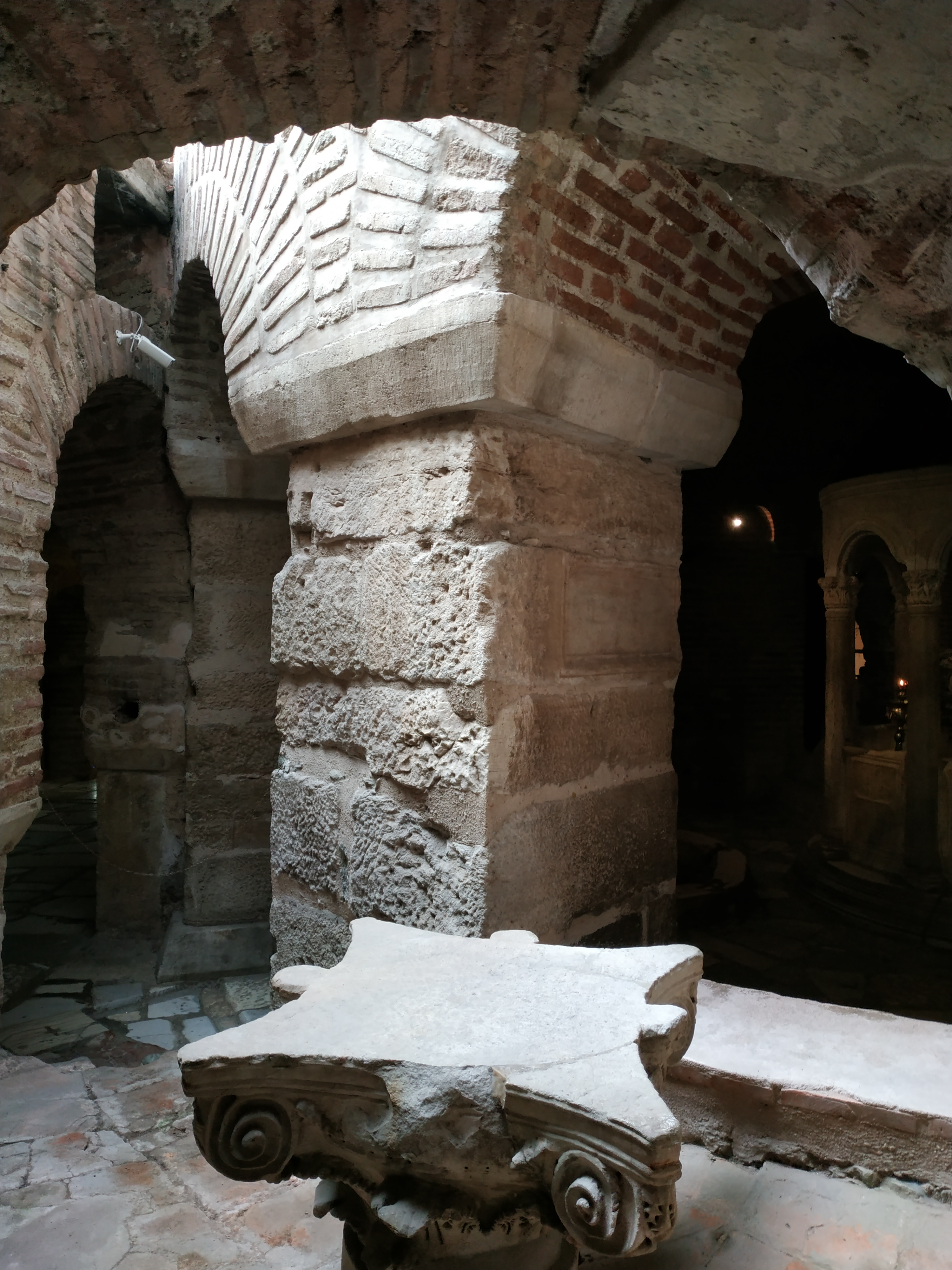
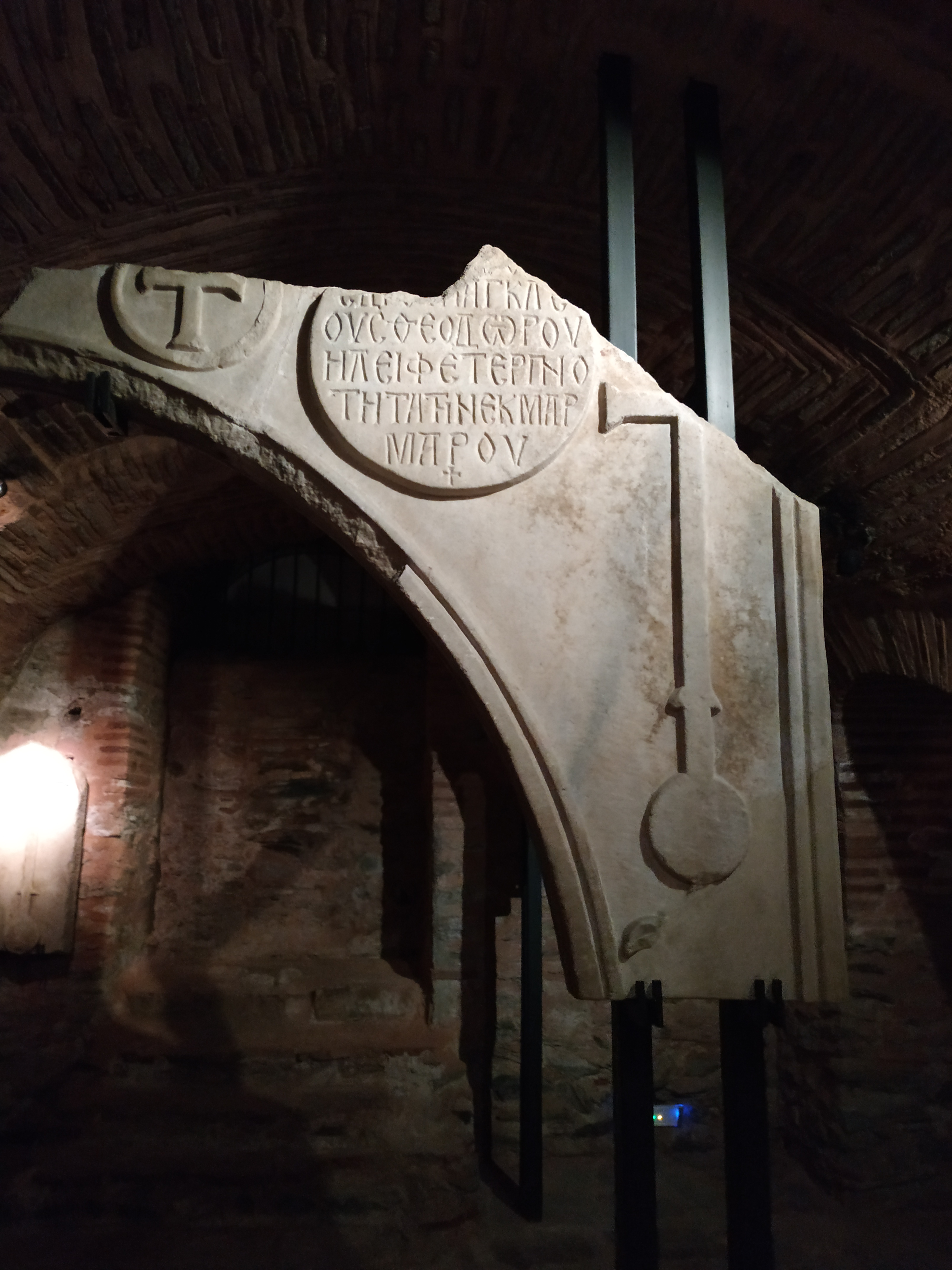
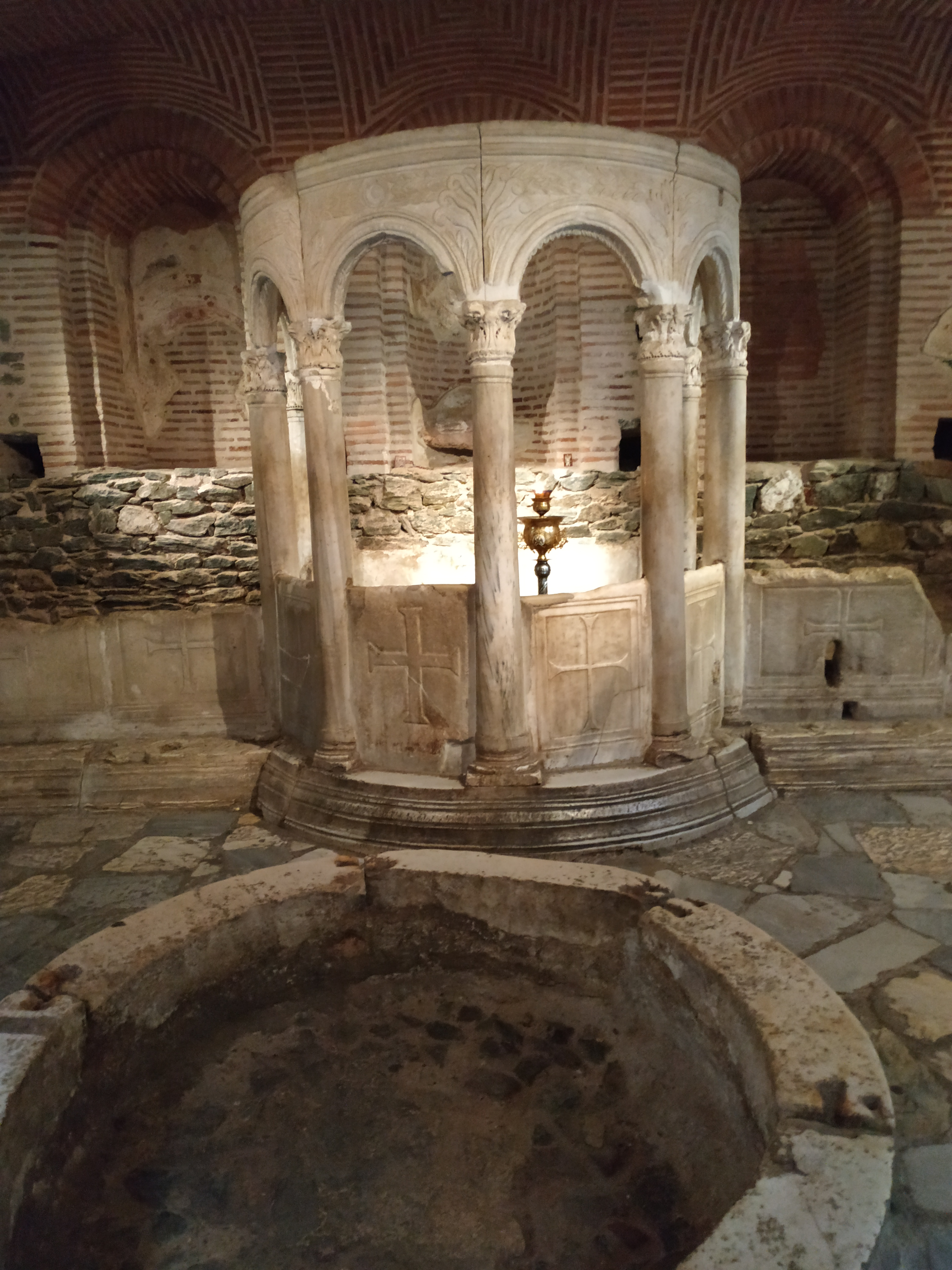
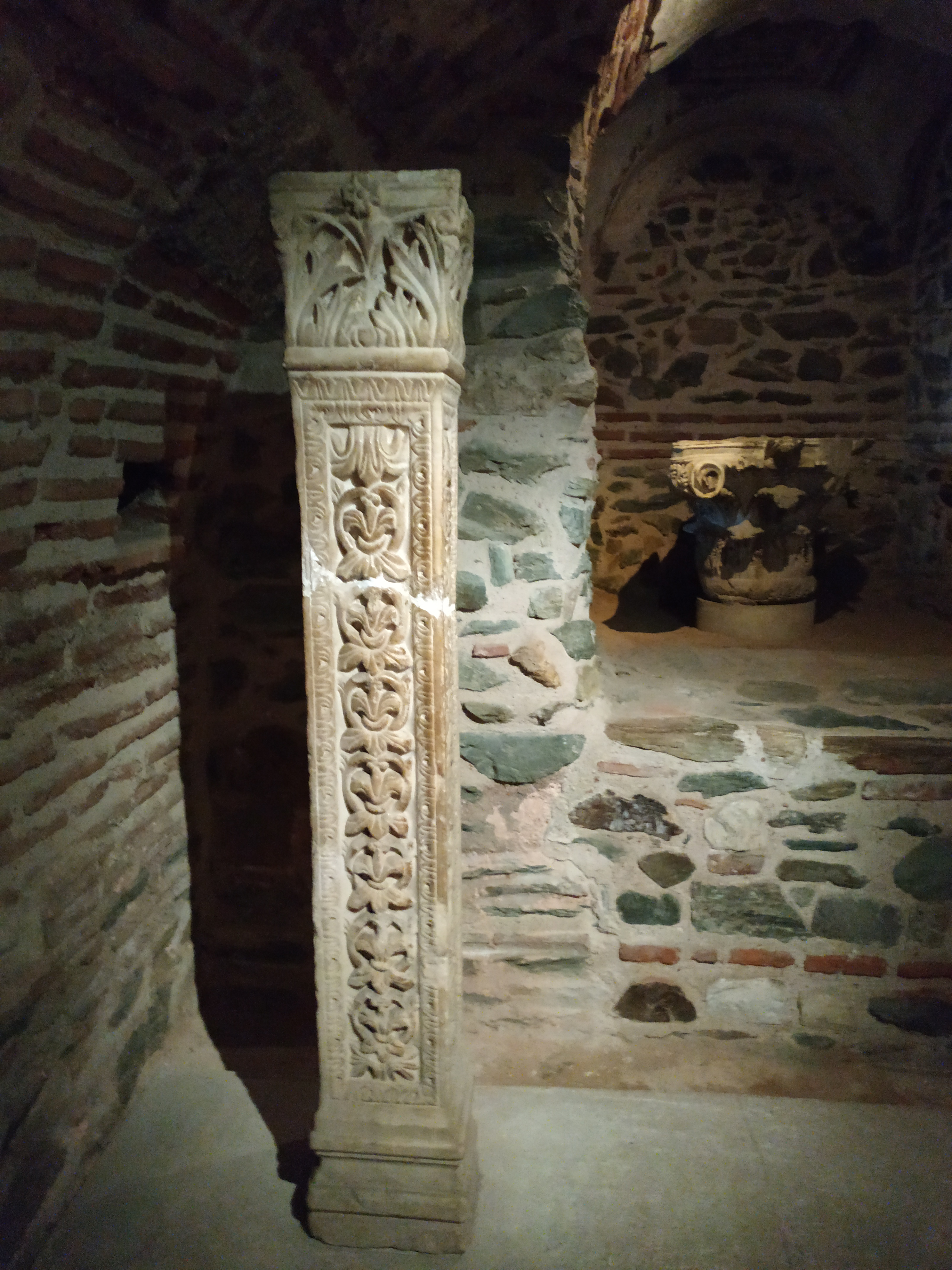
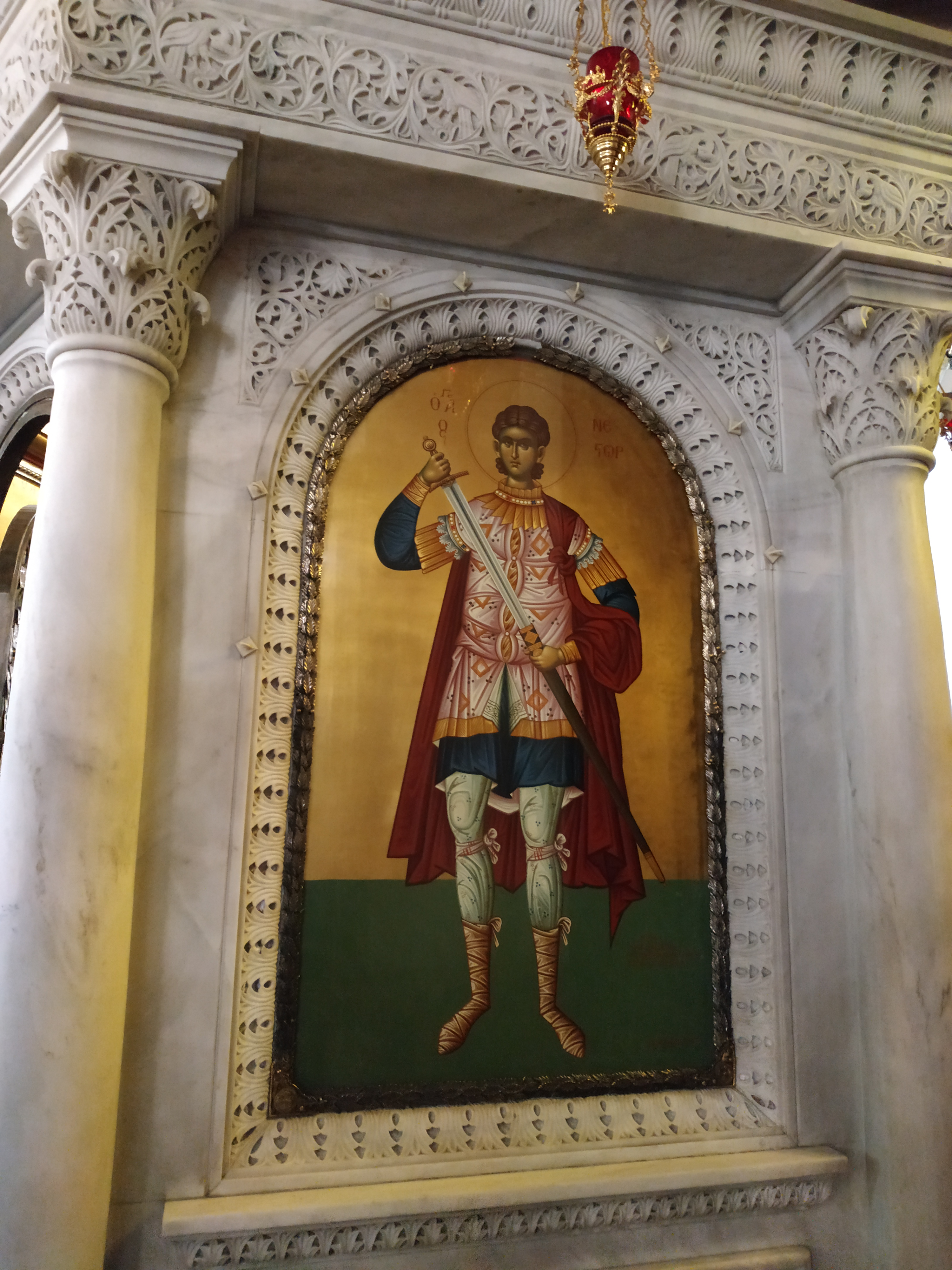
Ікона святого Димитрія Солунського
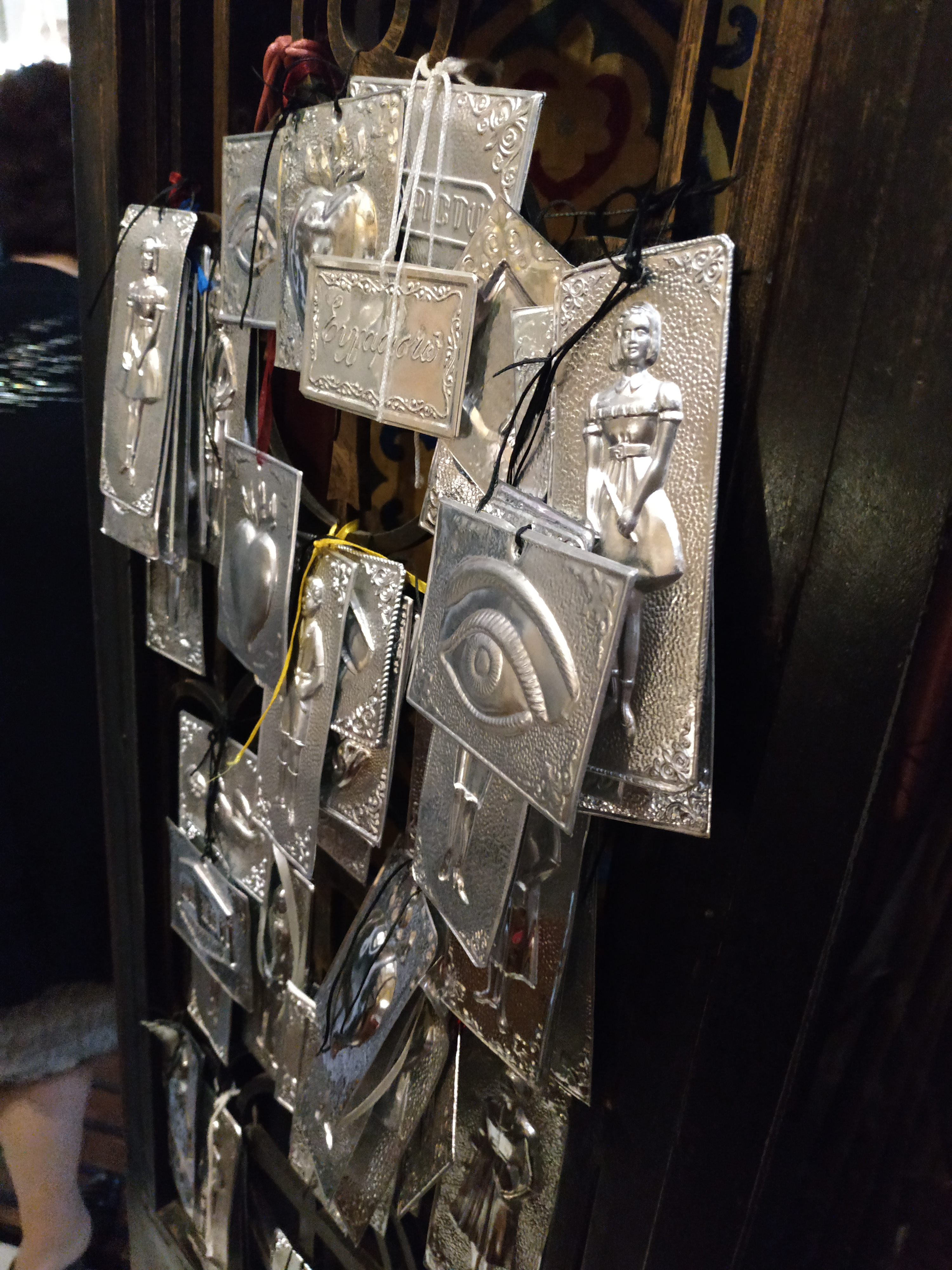
Срібні пожертви біля ікони святого Димитрія